# Correctio fraterna
Correctio fraterna (lat. für brüderliche Zurechtweisung) ist in der christlichen Theologie der lateinische Begriff für die Pflicht zur geschwisterlichen Zurechtweisung, um Mitchristen auf Verfehlungen und Sünde aufmerksam zu machen.

## Weitere Einzelheiten
Biblisch vorgezeichnet ist eine graduelle Abstufung (vgl. Mt 18,15–17 ):
1. Gespräch unter vier Augen,
2. Gespräch vor Zeugen,
3. Gespräch innerhalb der Gemeinde,
4. Ausschluss aus der Gemeinde.

Der lateinische Begriff geht vermutlich auf die Regel des hl. Benedikt von Nursia zurück.
Die brüderliche Zurechtweisung ist eine wichtige Verfahrensrichtlinie im Kirchenrecht geworden und als solche Teil des Katholischen Erwachsenenkatechismus, aber auch in der protestantischen Theologie präsent. Auch in Freikirchen wird die brüderliche Zurechtweisung nach den biblisch vorgezeichneten Verfahrenszügen praktiziert.

### Zitate
Aus der Regula Benedicti, Kap. 23:
„Es kommt vor, dass ein Bruder trotzig oder ungehorsam oder hochmütig ist oder dass er murrt und in einer Sache gegen die Heilige Regel und die Weisungen seiner Vorgesetzten handelt. Wenn er sich so als Verächter erweist, werde er nach der Weisung unseres Herrn einmal und ein zweites Mal im geheimen von seinen Vorgesetzten ermahnt. (Mt 15–17) Wenn er sich nicht bessert, werde er öffentlich vor allen zurechtgewiesen. Wenn er sich aber auch so nicht bessert, treffe ihn die Ausschließung, falls er einsehen kann, was die Strafe bedeutet. Wenn er es aber nicht versteht, eine körperliche Strafe.“
Papst Benedikt XVI. mahnte im Jahr 2005 zur Übung der Correctio fraterna:
„Die brüderliche Korrektur ist ein Werk der Barmherzigkeit. Keiner von uns sieht sich selbst gut, sieht gut seine Fehler. Und so ist es ein Akt der Liebe, einer dem anderen zu helfen, einander zu helfen, sich besser zu sehen, einander zu korrigieren. Ich denke, dass es genau eine der Funktionen der Kollegialität ist, sich zu helfen […], die Mängel zu erkennen, die wir selbst nicht sehen wollen – “ab occultis meis munda me” sagt der Psalm  –, uns zu helfen, damit wir offen werden und diese Dinge sehen können. Natürlich erfordert dieses große Werk der Barmherzigkeit, dass wir uns gegenseitig helfen, damit ein jeder wirklich die eigene Integrität, die eigene Funktionalität als Instrument Gottes finde, viel Demut und Liebe, mit einem demütigen Herzen, das sich nicht über andere stellt, sich nicht als besser als der andere betrachtet, sondern allein als demütiges Instrument, um sich gegenseitig zu helfen.“